# Wahlen 1936
◄◄ | ◄ | 1932 | 1933 | 1934 | 1935 | Wahlen 1936 | 1937 | 1938 | 1939 | 1940 | ► | ►►

Weitere Ereignisse
Folgende Wahlen fanden 1936 statt:

## In Afrika
- im Mai die Parlamentswahl in Ägypten 1936

## In Amerika
- im Januar Parlamentswahlen in El Salvador 1936
- am 10. Januar die Parlamentswahlen auf Kuba 1936
- am 28. Januar die Parlamentswahlen in Honduras 1936
- am 28. Februar die Wahlen zur Verfassungsgebenden Versammlung in Honduras 1936
- am  9. Februar die Parlamentswahlen in Costa Rica 1936
- am  1. März die Parlamentswahlen in Argentinien 1936
- am 7. Juni die Parlamentswahlen in Panama 1936
- am 9. Juni die Präsidentschaftswahlen in Honduras 1936
- am 3. November die Präsidentschaftswahl in den Vereinigten Staaten 1936
- am 3. November die Wahl zum Senat der Vereinigten Staaten 1936
- 8. Dezember die Parlamentswahlen in Nicaragua 1936

## In Asien
- Parlamentswahlen in Burma 1936 (nach der Trennung von Britisch-Indien im selben Jahr)
- Parlamentswahlen in Japan 1936

## In Europa
- am 26. Januar Parlamentswahlen in Griechenland 1936
- am  3. Februar die Parlamentswahlen in Liechtenstein 1936 und Landtagswahl in Liechtenstein 1936
- am 16. Februar Parlamentswahl in Spanien 1936
- am 29. März die Reichstagswahl in Deutschland
- am 26. April und 3. Mai die Parlamentswahl in Frankreich 1936 (neuer Regierungschef wird Léon Blum)
- am 24. Mai die Parlamentswahlen in Belgien 1936
- am 10. Juni die Parlamentswahlen in Litauen 1936
- am 1. und 2. Juli die Parlamentswahl in Finnland 1936
- am 20. September die Wahl zum Schwedischen Reichstag 1936
- am 22. September die Wahl zum dänischen Landsting 1936
- am 19. Oktober die Parlamentswahl in Norwegen 1936
- vom 12. bis 14. Dezember die Wahlen zur Nationalversammlung in Estland 1936